# Ооку
Ооку (大奥 велика унутрашњост) је назив за "харем" Едо замка, одељка где су боравиле искључиво жене које су на неки начин биле повезане са шогуном. Сличне просторије налазиле су се и у резиденцијама великих даимјоа попут области Сацума где се користио исти термин.
У овим просторијама боравила је шогунова мајка, супруга и конкубине. Иако никад није тачно забележено колико је особа тамо живело, по предањима у Оокуу је боравило неколико хиљада жена укључујући разне даме, дружбенице и служавке. Као и у осталим деловима Едо замка ни Ооку није био поштеђен политичких интрига тако да су се у одређеним ситуацијама тамо доносиле званичне политичке одлуке "иза сцене".
Мушкарцима није било дозвољено да бораве у Оокуу без присуства шогуна. Ходник у коме би шогун улазио у Ооку звао се Осузу рока (御鈴廊下, велики ходник са звонима), где би се са зидова оглашавала звона која би најављивала долазак владара. Овај коридор био је закључан великим бравом. 
У Оокуу је постојала хијерархија и одређене титуле као што су отошијори (御年寄) или јоро отошијори (上臈御年寄) која је означавала старију (искуснију) даму која је о свему одлучивала и наређивала, држећи моћ сличну као што је имао мушкарац са титулом роџу у Едо замку.
Просторије Оокуа су изграђене унутар самог Едо замка 1607. године од стране Токугаве Хидетаде,^  који је донео специјално изузеће закона за Ооку, одвајајући га од спољашњег света. Због тога, жене племенитог порекла које су тамо живеле нису могле да напусте замак без дозволе и нису могле а имају везу са мушкарцем. Овај систем одржао се скоро 200 година током трајања владавине Токугава шогуната. 

## Познате становнице
- Еџима, лична дружбеница Гекоин, мајке седмог шогуна Токугава шогуната. Избачена је из Оокуа 1714. године због везе са мушкарцем по имену Икушима Шингоро.[2]
- Икушима, лична служавка Теншоин. Напустила је Ооку 1859. и остала са породицом Коное, све до своје смрти. Сахрањена је у Сацуми.
- Нивата Цугуко из Кјота била је лична служавка принцезе Казуномије, Ијемочијеве жене. Умрла је 1868. године у Оокуу.
- Оман но Ката, прва конкубина (шогуна Ијемицуа) која је постала јоро отошијори. Касније је била усвојена мајка двоје деце шогуна Ијемицуа: Чијохиме и Ијецунеа (будућег четвртог шогуна).
- Емоносуке,трећа и последња конкубина која је именована за јоро отошијори све до њене смрти 1705. Била је конкубина Токугаве Цунејошија.
- Касуга но Цубоне, дојиља шогуна Ијемицуа. Постала је прва јоро отошијори коју је препоручила мидаидокоро Оејо.
- Јаџима но Цубоне, дојиља шогуна Ијецунеа. Истерана је из Оокуа након што је откривено да је убацивала отров у пудер Аса но Мије која је ослепела а затим и умрла. Такође се сматра да је убацивала отров у кармин Офури но Кате која је тада била трудна што је узроковало побачај и њену прерану смрт.
- Такијама (1805-1876), последња јоро отошијори Оокуа, служила шогуна Ијејошија и његову жену, затим Ијесаду и супругу Ацухиме/Теншоин, после њих Ијемочија и Казуномију и на крају последњег шогуна Токугаву Јошинобуа. Кад је нова власт преузела Едо замак, обарајући феудални систем, сели се за Кавагучи у префектури Саитама. Њени остаци сахрањени су у храму Сакуџо-џи.